# Hinterplag
Hinterplag ist ein Ortsteil der Ortsgemeinde Asbach im Landkreis Neuwied im nördlichen Rheinland-Pfalz. Der Ort ist landwirtschaftlich geprägt, entwickelt sich aber zunehmend zu einem Wohnort im Sinne einer Wohngemeinde.

## Geographie
Das Dorf liegt im Niederwesterwald südlich des Hauptortes Asbach oberhalb und östlich des Pfaffenbachtals. Im Norden grenzt Hinterplag an den Asbacher Ortsteil Thelenberg, im Osten an die Ortsteile Straßen und Oberplag und im Süden an den zu Neustadt (Wied) gehörenden Ort Vogtslag. Hinterplag ist nur über die Kreisstraße 39 zu erreichen, die den Ort mit der Landesstraße 255 (Asbach – Neustadt) verbindet.

## Geschichte
Die drei Orte Oberplag, Hinterplag und Vogtslag bildeten seit dem Mittelalter eine Gemeinschaft die zusammenfassend auch „Plag“ genannt wurde. Der Hauptort war Hinterplag. Hier hatte um 1475 ein Landschultheiß des kurkölnischen Amtes Altenwied in einer kleinen Wasserburg seinen Sitz.
Landesherrlich gehörte Hinterplag vom Mittelalter an bis 1803 zum Kurfürstentum Köln. Der Ort war Teil der „Honnschaft Schöneberg“, die zum Kirchspiel Asbach gehörte und der Verwaltung des kurkölnischen Amtes Altenwied unterstand. Nach einer 1660 vom Kölner Kurfürsten Maximilian Heinrich angeordneten Bestandsaufnahme hatten Ober- und Hinterplag neun Höfe, 1787 wurden hier 20 Häuser gezählt.
Nachdem das Rheinland 1815 zu Preußen gekommen war, gehörte Hinterplag zur Gemeinde Schöneberg im damals neu gebildeten Kreis Neuwied und wurde zunächst von der Bürgermeisterei Neustadt und ab 1823 von der Bürgermeisterei Asbach verwaltet. Nach einer Volkszählung aus dem Jahr 1885 hatte Hinterplag 87 Einwohner, die in 19 Häusern lebten.
Bis zum 16. März 1974 gehörte Hinterplag zu der bis dahin eigenständigen Gemeinde Schöneberg, welche mit gleichem Datum aufgelöst wurde und in die neu gebildete Ortsgemeinde Asbach aufging. 1987 zählte Hinterplag 112 Einwohner.

## Basaltbruch Hinterplag
Westlich der Ortslage liegt der ehemalige Basaltbruch Hinterplag. Er gehörte zu den großen Basaltbrüchen der 1888 gegründeten Basalt AG im „Asbacher Land“. Im Jahr 1912 wurde eine Seilbahn nach Bennau gebaut, die eine Verbindung zur Bröltalbahn ermöglichte. Der Abbau wurde Mitte der 1980er Jahre endgültig eingestellt. Im Jahr 2003 wurde der Arbeitskreis Natur- und Umweltschutz Asbacher Land Eigentümer des Steinbruchs Hinterplag. Auf einer Fläche von etwa vier Hektar wurden hier 223 Arten höherer Pflanzen registriert. Im Biotop leben neben einer Anzahl von Reptilien auch sieben verschiedene Fledermausarten.